# لیدی گاگا انیگما + جز و پیانو
لیدی گاگا انیگما + جز و پیانو (انگلیسی: Lady Gaga Enigma + Jazz & Piano) کنسرت اقامتی خواننده-ترانه‌نویس آمریکایی لیدی گاگا است که در لاس وگاس ولی در لاس وگاس، نوادا برگزار شده است. این کنسرت اقامتی شامل دو نوع نمایش است: انیگما که تمرکز اصلی خود را بر روی اجرای سینمایی می‌گذارد و شامل ترانه‌های مشهور گاگا می‌شود؛ جاز و پیانو که شامل ترانه‌هایی از کتاب‌های سرود آمریکایی و نسخه‌های سادهٔ ترانه‌های گاگا است.
نمایش اقامت انیگما در ۲۸ دسامبر ۲۰۱۸ و نمایش جاز و پیانو در ۲۰ ژانویه ۲۰۱۹ افتتاح شد. پس از یک وقفه طولانی ۲۱ ماهه به دلیل همه‌گیری کویید-۱۹، نمایش اقامتی در ۱۴ اکتبر ۲۰۲۱ دوباره برگزار شد. این نمایش با تحسین منتقدان روبه‌رو شد و به پردرآمدترین کنسرت اقامتی لاس وگاس در سال ۲۰۱۹ تبدیل شد.

## فهرست مجموعه

### انیگما
این فهرست مجموعه نمایش کنسرت ۲۸ دسامبر ۲۰۱۸ است و تمام نمایش را نشان نمی‌دهد.
1. "فقط برقص"
2. "پوکر فیس"
3. "بازی عشق"
4. "رقص در تاریکی"
5. "زیبا، کثیف، ثروتمند"
6. "The Fame"
7. "تلفن"
8. "تشویق"
9. "پاپاراتزی"
10. "هاله"
11. "شایسه"
12. "یهودا"
13. "فاحشه حکومتی"
14. "I'm Afraid of Americans"
15. "لبه افتخار"
16. "آلهاندرو"
17. "یک میلیون دلیل"
18. "تو و من"
19. "داستان عاشقانه بد"
20. "این‌گونه زاده شده‌ام"

اجرای افزوده
1. "کم‌عمق"